# ATL-444
ATL-444 je lek koji deluje kao potentan i selektivan antagonist adenozinskih receptora A1 i A2A. On se koristi za studiranje uloge adenozinskog receptorskog sistema u pojačavanju dejstva kokaina.